# Carl Grimes
Carl Grimes est un des personnages principaux de la série télévisée The Walking Dead. Il est interprété par Chandler Riggs et doublé en version française par Gwenaëlle Jegou (saisons 1 à 3), puis par Hervé Grull (saisons 4 à 8).

## Biographie fictive

### Saison 1
Jeune garçon de 8 ans, c'est le fils de Rick et Lori.
Depuis l'épidémie, Carl habite avec sa mère dans un campement non loin d'Atlanta. Pendant la relation qu'entretenait sa mère avec Shane, il s'est beaucoup attaché à celui-ci. Il idolâtre également sa mère, Lori, qui ne cessera jamais d'être son parent préféré à ses yeux, bien plus que son père Rick qui ne pourra jamais remplacer totalement le vide que sa mère adorée aura laissé dans son cœur.
Dans cette saison, Carl est encore un enfant et est ami avec la jeune Sophia, fille de Carol et Ed Peletier. Il retrouve son père qu'il croyait mort à l’hôpital.
Après une attaque du camp par des rôdeurs, la majorité du groupe part à destination du CDC d'Atlanta. Ils y rencontrent le Dr Jenner, qui leur explique qu'il n'y a pas d'issue et enclenche l'autodestruction du CDC. Carl survit à l'explosion.

### Saison 2
Après avoir été grièvement blessé dans un accident de chasse par Otis pendant qu'ils cherchaient Sophia, Carl reste dans le coma plusieurs jours durant, soigné tant bien que mal par Hershel Greene, ancien vétérinaire, et sa famille. À son réveil dans la ferme des Greene, il sort lentement de l'enfance pour faire face aux problèmes du monde qu'ils doivent affronter.
Quand son amie Sophia est retrouvée changée en rôdeur, il devient amer et il s'endurcit. Ses actes sont plus têtus, voulant utiliser une arme à feu et languissant pour se battre à côté des autres. Carl essaye de tuer un rôdeur enfoncé dans la boue, mais celui-ci, attiré par le garçon qui lui lançait des pierres, parvient à se dégager. Carl s'enfuit de justesse mais le rôdeur, à présent libre, rencontre plus tard Dale qui finit éventré. Carl se sent coupable et dit à son père qu'il est responsable de la mort de Dale.
Il commence à manier parfaitement son arme à feu vers la fin de la saison, éliminant notamment Shane qui s'était transformé en rôdeur, refusant de le laisser subir le même destin que Dale.

### Saison 3
Il fait partie du groupe à part entière, protégeant les femmes et Hershel, prenant des risques et se renfermant sur lui-même. Il commence progressivement à mûrir dans ses actions et pensées. Il devient habile dans l'élimination de rôdeurs.
Il achève sa mère d'une balle de revolver pour éviter sa réanimation, alors qu'elle succombe en donnant naissance à une petite fille qu'il décide de prénommer Judith, après avoir pensé à lui donner le prénom d'anciennes survivantes du groupe décédées et finalement choisi le nom d'une ancienne enseignante. Il est celui qui, lorsque les hommes partent sauver Glenn et Maggie, accueille le groupe de Tyreese. Carl suggère à son père qu'il abandonne sa place de meneur après ses accès continuels de folie. Plus tard, il commence progressivement à avoir confiance en Michonne après qu'elle l'aide à récupérer une photo de lui et ses parents pour sa sœur. Il apprécie beaucoup Beth Greene, la jeune fille d'Hershel.
Dans le dernier épisode, un jeune adolescent participant à l'attaque ratée de la prison fuit dans la forêt où sont regroupés Carl, Hershel et sa jeune fille. Il est mis directement en joue par Carl et Hershel lui ordonne de lâcher son fusil. L'adolescent apeuré s’exécute mais Carl l'abat froidement d'une balle dans la tête. Il expliquera à son père qu'à chaque fois qu'il épargnait quelqu'un, un malheur arrivait et qu'il ne veut plus prendre ce risque.

### Saison 4
Dans le début de la saison, Carl se montre beaucoup plus proche de son père qu'avant. Toutefois, il ne souhaite plus être considéré comme un enfant par le groupe : il ne veut pas participer à la lecture et reproche à son père de le tenir à distance avec les plus jeunes lorsque la maladie apparaît. Lors de l'épidémie de la maladie dans la prison, Carl perd son nouvel ami Patrick, le premier infecté de la prison. Quand Hershel, demeurant avec les malades, décide de sortir seul de la Prison à l'insu des autres pour aller collecter des herbes médicinales en forêt, Carl qui le surprend l'escorte contre son avis.
Lorsque la clôture extérieure de la prison cède sous le poids des rôdeurs qui arrivent à pénétrer dans la cour, Carl et son père prennent l'initiative de tous les tuer, prouesse qu'ils parviennent à accomplir à eux deux.
Lors de l'épisode final de mi-saison, il fait tout pour défendre la prison aux côtés des autres membres du groupe : il sauve Rick des rôdeurs, affaibli par les nombreuses blessures que lui a infligées le Gouverneur et par la balle qu'il a reçue dans la jambe. Ils retrouvent le berceau de Judith, vide et ensanglanté au milieu de la cour avant de quitter la prison, et sont persuadés de sa mort.
Rick et Carl se dirigent ensuite dans un bar, puis trouvent refuge dans une maison dans laquelle ils s'endorment. Le lendemain, Carl visiblement très affecté par les événements de la prison, reproche violemment à son père endormi ses erreurs, notamment d'avoir échoué à protéger le groupe ainsi que sa famille et d'avoir abandonné son rôle de meneur. Puis Carl va se lancer des défis, d'abord en tentant d'attirer des rôdeurs à l'écart de la maison et où il finit d'ailleurs par se faire prendre au piège, puis en affrontant un nouveau rôdeur dans une maison où il manque de se faire mordre et s'échappe de justesse, il n'oubliera pas d'écrire sur la porte son triomphe.
Il revient à la maison, Rick est toujours endormi. Alors qu'il ne lui répond toujours pas et s'agite dans son sommeil, Carl croit qu'il s'est transformé et le met en joue. Cependant, il n'arrive pas à tirer sur son père et semble se préparer à être dévoré. En définitive, Rick n'est pas devenu un rôdeur. Tous deux ont une discussion au cours de laquelle Rick fait comprendre à son fils qu'il est désormais devenu un homme avec tout ce que cela implique. Ils sont rejoints par Michonne, ce qui remplit Carl de joie. Se posant à une nouvelle demeure, ils partent tous deux chercher des vivres alors que Rick, encore faible, reste à la maison. Pendant qu'ils fouillent les habitations, Michonne, habituellement peu bavarde, s'ouvre au garçon et lui confie qu'elle avait un fils. Entre-temps, plusieurs individus peu recommandables ont pris possession de la maison où les héros avaient élu domicile, ne se doutant pas qu'elle était déjà occupée. Rick tuera silencieusement l'un de ces hommes et parviendra à s'enfuir durant sa réanimation en rôdeur, au moment où Michonne et son fils revenaient. Tous trois prennent la fuite et tombent sur une voie de chemin de fer. Ils se dirigent vers le sanctuaire nommé "Terminus". Sur les rails, il s'amuse beaucoup avec sa nouvelle amie.
Lors de l'épisode final, ils sont confrontés au groupe de Joe (accompagné par Daryl Dixon) qu'ils ont précédemment rencontré. Dan tente de le violer devant son père et déboucle sa ceinture. Carl se débat et essaye de se libérer de son emprise. Rick mord violemment Joe à la gorge. Daryl intervient en faveur de Rick, Carl et Michonne et ils tuent un par un les membres du groupe de Joe. Carl restera perturbé par cette agression sexuelle. Ils finissent par atteindre le Terminus, mais se rendent vite compte que c'est un piège. En essayant de s'enfuir, ils se font capturer par Gareth et ses hommes et sont enfermés dans un wagon. Ils y retrouvent Glenn, Maggie, Sasha, Bob, Tara, Abraham, Eugene et Rosita.

### Saison 5
Nous le retrouvons enfermé dans le wagon A, pendant que Rick, Glenn, Daryl et Bob sont emmenés dans la salle d'égorgement. Libérés par ces derniers, ils parviennent à quitter le Terminus, en partie grâce à Carol. Il retrouve Tyreese ainsi que sa petite sœur Judith qu'il croyait morte à la prison.
Dans l'épisode Etrangers, ils entendent quelqu'un appeler à l'aide, et Carl insiste pour aller aider cette personne : c'est Gabriel Stokes, un prêtre qui est entouré de rôdeurs et n'a pas d'arme pour se défendre. Le père Gabriel demande s'ils ont de la nourriture, Carl lui donne des noix de pécan. Par la suite, établis temporairement à la paroisse du père Gabriel, il découvre et montre à son père des marques d'ongles ainsi qu'un message de malédiction sur les volets et murs autour de l’église.
Dans l'épisode Quatre murs et un toit, pendant que son père et la plupart du reste du groupe sortent pour tendre un piège à Gareth et ses amis, Carl reste dans l'église avec Rosita, Eugene, Tyreese, Bob (mordu et amputé d'une jambe par les cannibales), Judith et le père Gabriel Stokes.
Dans l'épisode Croix, il essaie d'apprendre à Gabriel à se servir d'armes mais ce dernier se sentant mal, finit par s'enfermer dans son bureau, d'où il fuira l'église vers l'ancien bivouac des cannibales en démontant le parquet.
Dans l'épisode Coda, alors que Glenn et Maggie accompagnent en bus le groupe d'Abraham et que le leur suit Daryl et le jeune Noah vers Atlanta afin de récupérer Carol et Beth (portée disparue après sa fuite de la Prison avec Daryl), Carl et Michonne gardant Judith à l'église sauvent à temps Gabriel blessé au pied, qui attire involontairement les rôdeurs échappés de l'école sur eux : mais quand les morts envahissent l'église, ils doivent fuir par la trappe se trouvant dans le bureau du prêtre. Après avoir été sauvé de peu par le groupe GREATM qui débarque en camion de pompier et bloque l'entrée, Carl arrive avec les autres au Grady Memorial Hospital juste après la mort de Beth et ils accueillent le reste du groupe à sa sortie.
Il ne fait pas partie du petit groupe de son père (composé avec Glenn, Michonne et Tyreese) qui, par respect pour la volonté de Beth, raccompagne Noah à sa communauté de Richmond qui est tombée durant son absence (selon toute vraisemblance à cause des Wolves pas encore rencontrés par le groupe), et sur le retour de laquelle Tyreese meurt de son amputation consécutive à deux morsures de rôdeurs. Carl assiste avec les autres à son enterrement mené par le père Gabriel.
Durant le trajet jusqu’à Washington D.C, il offre une boite à musique à Maggie pour la consoler et porte sa petite sœur Judith.
Comme le reste du groupe, Carl atteint finalement la zone de sûreté d'Alexandria à la fin de l'épisode La Distance en compagnie d'Aaron et son compagnon Eric Raleigh, blessé alors que son groupe (séparé en deux) l'a sauvé des rôdeurs.
Dans la zone d'Alexandria, il rencontre des jeunes de son âge, Mikey, Ron et Enid qui proposent à Carl une partie de jeux vidéo. D'abord réticent, Carl accepte de jouer (et passera la soirée d'accueil chez les Monroe en leur compagnie). Il fait cependant part à son père de la faiblesse des habitants et de la nécessité de les aider pour survivre.
C'est dans l'épisode Essayer que Carl suit Enid dans la forêt, mais celle-ci le surprend. Ils font connaissance quand une horde de rôdeurs les interrompt : ils se cachent à l'intérieur d'un arbre creux, ce qui les rapproche.

### Saison 6
Carl est resté à Alexandria alors que Rick s'occupe des rôdeurs. En promenant Judith, il rencontre Gabriel qui s'excuse encore de son attitude envers le groupe, et Carl lui propose de l'entraîner à la machette.
Pendant l'attaque des Wolves, Carol le prévient et lui conseille de rester dans sa maison pour protéger sa sœur. Enid le rejoint peu après avec un trousseau de clés d'Alexandria : elle veut s'enfuir avec Carl, mais celui-ci refuse. Il abat un des Wolves qui s'en prenait à Ron, qui malgré son invitation à rentrer avec eux ne veut pas être protégé par le fils de Rick et repart chez lui. À la fin de la bataille, Carl trouve un mot d'adieu d'Enid : "Just Survive Somehow" (« survis, peu importe comment »).
Il prévoit plus tard, alors qu'Alexandria est cernée par les rôdeurs, d'aller rechercher Enid mais Ron l'en empêche en le dénonçant à Rick. Carl participe à l'entrainement de Ron aux armes à feu prodigué par son père qui laisse au fils Anderson une arme sans balles afin qu'il s'y accommode. Ron s'empresse néanmoins de voler des balles à l'armurerie. Au moment où il les aperçoit de loin et braque à leur insu son pistolet chargé, le clocher extérieur s'effondre sur le mur d'enceinte, permettant l’entrée de la horde.
À la suite de la chute du clocher, la ville est envahie par les rôdeurs. Rick, Deanna Monroe, Carl, Gabriel, Michonne et Ron se réfugient dans la maison de Jessie Anderson qui a emmené Judith. Deanna, grièvement blessée et mordue au flanc, est alitée. Dans le garage, Carl tente d'aider Ron à surmonter son désarroi mais pour ce dernier, Rick est le tueur de son père et tous sont des morts en sursis : il s'enferme avec Carl et l'attaque. Le bruit de leur combat attire les rôdeurs qui pénètrent dans le garage puis envahissent le rez-de-chaussée, et l'étage protégé par un canapé devient leur dernier refuge. Carl ne dénonce pas Ron mais le prend à part et lui reprend son arme en le menaçant de la sienne.
Rick et Michonne éventrent deux rôdeurs afin que tous se couvrent de leurs entrailles pour qu'une fois dehors, ils puissent se faufiler parmi les rôdeurs jusqu'à l'armurerie. Rick, Carl portant Judith, Michonne, Gabriel, Jessie, Ron et Sam Anderson couverts de draps pleins de sangs et de tripes sortent et se frayent un chemin au milieu des rôdeurs infestant Alexandria.
Ils font une étape en chemin pour changer de plan, où Gabriel se réconcilie avec Carl et son père en se dévouant à protéger de son côté sa petite sœur en l’amenant à l'abri dans son église. Repartis, Sam finit par paniquer et se fait dévorer sous les yeux de tous. Jessie, choquée, hurle et se fait elle aussi manger. Carl, qui tenait sa main, n'arrive pas à se libérer, contraignant son père à trancher le bras de la jeune femme à vif. Carl se prend alors une balle perdue tirée par Ron, qui braquait son père avant d'être transpercé par Michonne, dans l’œil droit et perd connaissance. La horde à leurs trousses, il sera transporté jusqu’à l'infirmerie par Rick et Michonne et soigné par Denise, secondée temporairement de sa meilleure amie, Spencer Monroe, Heath et Aaron. Bien que défiguré, Carl se remet de sa blessure et se réveille au matin tandis qu'Alexandria est reprise par les vivants et que son père est à son chevet.
Lors d'une escapade avec Enid, il retrouve Deanna transformée en rôdeur et la ramène à son fils pour qu'il l’achève lui-même.
Pendant le voyage de Rick à la Colline, Carl reste à Alexandria pour protéger sa sœur.
Il ne participe pas non plus à l'assaut de l'avant-poste des Sauveurs.
À la fin de la saison, avant leur départ pour transporter Maggie à la Colline, Carl enferme Enid contre son gré dans la placard de l'armurerie d'Alexandria afin de la protéger de l'arrivée prochaine des Sauveurs. Il se fait prendre avec les autres lors d'une embuscade organisée par les Sauveurs. Carl est aligné avec eux à genoux, dans le froid nocturne, en attente de la décision de Negan et du choix de la future victime qui tombera sous les coups de sa batte à fils barbelés, Lucille...

### Saison 7
À la fin du « Am Stram Gram », Negan désigne Abraham comme victime. Après avoir indiqué à ses hommes d'arracher l’œil restant de Carl pour le faire gober à Rick en cas de rébellion, il frappe Abraham une première fois avec Lucille. Pourtant, ce dernier se relève tant bien que mal. L’assaillant est impressionné par sa « souplesse », ce à quoi Abraham réplique « suce mes boules ». Negan abat alors Lucille encore et encore sur la tête d'Abraham qui finit par mourir. Alors que l'assassin se moque des pleurs de Rosita et la provoque, Daryl n'arrive plus à se contrôler, se relève et le frappe au visage mais est rapidement maîtrisé par Dwight. Negan décide de ne pas tuer Daryl mais pour le punir de cette insubordination, il utilise une nouvelle fois Lucille : cette fois, il fracasse le crâne de Glenn devant le reste du groupe, désespéré et en pleurs, devant les yeux horrifiés de Maggie.
Puis Negan emmène Rick dans le camping-car pour revenir au petit matin après l'avoir brisé psychologiquement. Negan ordonne alors à Rick de trancher le bras gauche de Carl avec sa propre hache, tandis que les Sauveurs tiennent en joue le reste des survivants. Rick hurle de douleur à l'idée de commettre un tel acte mais Carl, qui le rassure, lui demande de le faire. Effondré, Rick s’exécute. Mais au dernier moment, Negan se ravise et empêche Rick de trancher le bras de son fils, estimant que la « leçon » a été suffisante, ravi de constater qu'il a réussi à le briser et à l'asservir.
Negan annonce qu'il débarquera à Alexandria d'ici une semaine avec une offre à proposer avant de s'en aller avec le reste de ses sbires. Daryl, lui, est emmené comme otage par les Sauveurs alors que le reste du groupe, amputé de trois de leurs membres, reste sur place, endeuillé par cette terrible nuit. Devant une Maggie effondrée, le reste du groupe se charge d’emporter les cadavres de Glenn et d'Abraham vers le véhicule en partance pour la Colline.
Lors du pillage d'Alexandria, Carl tient tête aux Sauveurs qui prennent tous les médicaments et armes présents. Mais sous la contrainte de son père, il rend son arme à Negan.
Il embrasse Enid tandis qu'elle s'apprête à rejoindre Maggie à la Colline, et Carl monte dans l'un des camions des Sauveurs pour tuer Negan au Sanctuaire. Il est rejoint temporairement par Jesus qui tente de l'en dissuader, et se débarrasse de lui par la ruse. À son arrivée, Carl abat froidement deux des hommes de main de Negan, avant de se faire maîtriser par Dwight. Fascinant le chef des Sauveurs par son audace et son absence de peur, ce dernier hésite à tuer Carl et lui fait plutôt visiter les lieux. Plus tard, Negan le menace de sa batte pour qu'il retire le bandage de son œil, estimant qu'il ne devrait pas cacher sa blessure. Il nourrit des projets pour Carl. Negan le ramène entier à Alexandria et fait la connaissance de Judith, qu'il garde sur ses genoux (et sous le regard vigilant de son frère et d'Olivia) en attendant le retour de Rick de son expédition avec Aaron. Negan s'impatiente et commence à jouer au billard devant chez lui en écoutant les flagorneries de Spencer, qu'il finit par éviscérer au couteau de chasse pour avoir voulu trahir Rick dans son dos, et ordonne l'exécution d'un des habitants quand Rosita, qui le visait, tire par erreur sur Lucille : la victime choisie est Olivia, qui se fait abattre juste à côté de Carl par Arat. Il rejoint son père, Michonne, Tara et Rosita pour voyager jusqu'à la Colline et se préparer comme les autres à l'affrontement contre les Sauveurs.
Désormais réunis et unis, Carl et son groupe voyagent jusqu'au Royaume après le refus de Gregory de former une alliance : le roi Ezekiel refuse aussi l'offre. Le groupe repart en direction d'Alexandria, mais entre-temps ils volent des explosifs de Negan sur l'autoroute. Par la suite, il reste à Alexandria comme suppléant de son père pour protéger la communauté.
Carl participe cependant à l'expédition d'Alexandria vers Oceanside afin de récupérer les armes de la communauté pour combattre les Sauveurs.
Durant l'attaque de sa communauté trahie par les Scavengers, Carl se prépare à affronter Negan, qui manque de lui fracasser le crâne avec Lucille. Il ne doit son salut qu'à l'arrivée de Shiva qui déstabilise Negan et précède l'arrivée d'Ezekiel et ses hommes, accompagnés des renforts de la Colline.

### Saison 8
Rick le charge avec Michonne en convalescence de protéger Alexandria durant l'assaut du Sanctuaire et des avant-postes des Sauveurs par l'alliance des trois communautés.
Il va à la rencontre de Siddiq, un survivant précédemment croisé avec son père (qui l'avait volontairement fait fuir) à qui il avait déjà mis à disposition des vivres, et qui erre dans la forêt. Établissant pour de bon le contact avec des denrées, Carl fait connaissance et lui pose les trois questions traditionnelles de recrutement de son groupe. Il décide en conclusion d'emmener Siddiq avec lui à Alexandria, quand un groupe de rôdeurs croise leur route et dont Siddiq, qui en a fait son habitude par spiritualité, souhaite « libérer leur âme »…
Le soir même, il organise avec Michonne et Daryl, et aide les habitants d'Alexandria à s'enfuir lors de l'attaque surprise de Negan et de ses hommes (qui ont réussi à percer la horde et quitter le Sanctuaire), allant jusqu'à feindre de se sacrifier auprès de celui-ci pour les distraire et permettre l'exécution d'un stratagème : arrivant à faire croire aux Sauveurs qu'ils ont réussi à fuir Alexandria, Carl a en fait dissimulé sa communauté dans les égouts situés sous la zone de sûreté et arrive à se rendre auprès d'eux sans se faire repérer, patientant durant la mise à sac de leur foyer. Dans la scène finale de la mi-saison, quand Rick et Michonne les rejoignent, Carl paraît malade et leur révèle qu'il a été mordu à l'abdomen (lors de sa rencontre avec Siddiq dans la forêt).
Ayant gardé cela pour lui jusque-là, il avait temporairement caché Siddiq (qui donne des médications pour soulager la fièvre de Carl, révélant qu'il était interne dans sa vie passée) dans les égouts et pris ses dispositions face à l'absence temporaire des siens, Michonne comprise : quand la mise à sac des Sauveurs se termine et que sa communauté (accompagnée de Dwight) se prépare à rejoindre la Colline sans ses parents et lui (comme il ne pourrait survivre au trajet), Carl transmet un paquet de lettres d'adieu adressées à chacun de ses proches, et ensuite le chapeau de Rick à Judith en lui faisant ses adieux, lui expliquant l'importance que ce legs a eu pour lui. Siddiq en profite également pour remercier Carl de tout ce qu'il a fait pour lui, et lui promettre de l'honorer dans sa propre vie.
Durant sa lente agonie aux côtés de Rick et Michonne, il les assure de l'absence de coupable à blâmer, les rassure et revient sur son propre parcours, ainsi que le rôle primordial que son père a joué dans son existence afin de lui faire devenir celui qu'il est devenu (et l'empêcher de tourner autrement).
Finalement, Rick ne souhaitant pas que son fils meure dans un endroit pareil, il se fait aider par leur amie pour le ramener à la surface, dans leur maison. Ils devront cependant s'arrêter à mi-chemin dans un autre bâtiment, Carl ne pouvant aller plus loin.
Carl encourage son père à faire cesser les hostilités (considérant qu'éradiquer purement et simplement leurs ennemis n'est pas la solution idéale) pour privilégier de nouveau une coexistence pacifique, comme Rick l'avait fait à l'époque suivant la chute de Woodbury. Il leur décrit ensuite en détail, tel un rêve prémonitoire, un futur heureux et paisible pouvant se dessiner pour tout le monde. Contre la réticence de Rick et Michonne (qui finissent tout de même par lui faire adieux et promesses pour la suite), il se saisit de son arme pour se préparer à se suicider, considérant qu'il peut le faire lui-même tant qu'il en est encore capable.
On comprend hors-champ par un bruit de silencieux, entendu au petit matin tandis que Rick et Michonne attendaient et fondent en larmes à l'extérieur, que Carl a été jusqu'au bout. Il est enterré par son père et sa meilleure amie dans l'enceinte d'Alexandria.
Rick, qui souhaitait au départ la laisser sur sa tombe, emporte finalement l'arme de Carl. Avant sa fuite d'Alexandria, il échoue face à l'invasion des rôdeurs et malgré son obstination, à sauver avec Michonne un kiosque en flammes représentant un souvenir important de son fils, qui l'appréciait apparemment beaucoup.
La perte de Carl laisse une grande marque : Rick en restera profondément bouleversé par la suite malgré sa détermination à vaincre Negan ; Enid s'effondrera en larmes en apprenant son décès de la bouche de Daryl ; et Negan lui-même semblera affecté en apprenant sa perte (ainsi que l'existence d'une lettre qui lui est adressée) par Rick via radiocommunication, blâmant son père de la responsabilité de sa mort de par sa négligence en se focalisant sur lui. Peu avant la fin du conflit, Michonne également très affectée, se rend à distance respectable du Sanctuaire et use du même procédé pour lire à Negan sa lettre écrite par Carl. Siddiq, également peu avant la fin des affrontements, exprime sincèrement à Rick son émoi et ses remords pour Carl quand il se décide finalement à l'interroger entre quatre yeux sur les circonstances de la morsure de son fils.
Même mort, Carl continue toutefois à avoir une influence implicite et importante sur les affrontements entre les siens et les Sauveurs, exhortant son père et Negan à la paix par le biais de leur lettre respective, à cesser les hostilités et repartir de zéro pour un avenir commun, encourageant son père à ne pas tuer Negan.
Bien que refusant dans un premier temps à cause des colère et peine qu'il ressent (ainsi que pour toutes les pertes humaines causées par les Sauveurs) et échouant une première fois lors d'une occasion ratée qu'il a lui-même provoquée, Rick décide au dernier moment de respecter la volonté de son fils : après avoir égorgé Negan (profitant d'un instant de faiblesse de sa part quand Rick invoque la mémoire de Carl), il l'épargne et le fait soigner contre la volonté de Maggie par Siddiq, puis brise son règne en lui réservant la réclusion à vie pour mettre en place des échanges apaisés et égaux entre les communautés, Sauveurs inclus. Durant le final de la saison, dans un souvenir antérieur à l'apocalypse que son père se remémore pendant qu'il lui écrit à son tour une lettre pour l'honorer, Carl qui a trois ans se fait coiffer de son chapeau de policier et se promène avec lui sur un chemin de campagne.